# Stephen Ward (ostéopathe)
 (janvier 2010).
 (juin 2018).
Si vous disposez d'ouvrages ou d'articles de référence ou si vous connaissez des sites web de qualité traitant du thème abordé ici, merci de compléter l'article en donnant les références utiles à sa vérifiabilité et en les liant à la section « Notes et références ».
Stephen Ward, né le 19 octobre 1912 à Lemsford (en) et mort le 3 août 1963 à Chelsea, est un ostéopathe britannique au centre du scandale Profumo.

## Biographie
Après des études d’ostéopathie aux États-Unis, Stephen Ward s'installe à Londres où sa clientèle comprend des célébrités telles que David Mountbatten - le cousin du prince Philip -, Winston Churchill, Averell Harriman, Danny Kaye et Elizabeth Taylor. 
Portraitiste, il expose chez Leggatt, galeriste agréé par la reine. Il compte parmi ses modèles le leader du Parti travailliste Hugh Gaitskell, le Premier ministre Harold Macmillan, le ministre Duncan Sandys, Lord Boothby, Douglas Fairbanks, Sophia Loren, le duc de Kent[précision nécessaire], la princesse Margaret, Lord Snowdon, le duc de Gloucester[précision nécessaire] et le prince Philip.
À Cliveden, la propriété de Lord Astor, Ward loue un cottage où il organise des week-ends de débauche auxquels il convie de très jeunes filles, et parfois des call-girls. S'il est en très bons termes avec ses hôtes de marque, aucun ne se doute que c'est lui qui fournit les filles, dont Christine Keeler et Mandy Rice-Davies, alors des adolescentes. Elles sont là pour servir à boire et à manger, et pour se soumettre à toutes les fantaisies sexuelles des invités. Lors de l'un de ces week-ends, John Profumo, alors ministre de la Guerre du gouvernement conservateur, rencontre Christine Keeler avec qui il a aussitôt une aventure. Il ne sait pas cependant que la jeune femme a en même temps une liaison secrète avec l'attaché naval soviétique en Grande-Bretagne, le capitaine Evgueny Ivanov, qu'elle a aussi rencontré à l'occasion d'un week-end à Cliveden. 
En 1963, en échange d'une importante somme d'argent, Christine Keeler confesse à un journaliste que Stephen Ward lui a demandé d'obtenir de Profumo la date de livraison à l'armée de l'Allemagne de l'Ouest des ogives atomiques de fabrication américaine. D'après un document secret de l'OTAN, les ogives se trouvent en fait en Allemagne depuis 1958, mais ce sont des officiers américains en poste à Bonn qui en ont la charge et non l'armée allemande. Au moment où Ward s'adresse à Christine Keeler pour obtenir l'information qui l'intéresse, Profumo, à la Chambre des communes, pose la question de savoir sous la responsabilité de qui doivent être les ogives. Ward déclare qu'il s'est retrouvé impliqué dans une affaire de haut espionnage visant à empêcher une éventuelle guerre nucléaire au moment de la crise des missiles de Cuba en 1962 à propos de l'installation de fusées soviétiques. Trois jours après la parution de l'article, Ivanov, qui est connu pour être un espion soviétique, part pour Moscou. Il ne reviendra jamais en Grande-Bretagne. 
Bon vivant et multimillionnaire de descendance italienne, Profumo est marié à la danseuse Valerie Hobson. Dans un premier temps, il tente d'acheter le silence de Christine Keeler au sujet de leur liaison, puis à la Chambre des communes nie haut et fort avoir eu une aventure avec elle. Il répète la même chose au Premier ministre, Harold Macmillan. Ward est fou de rage. Déterminé à ce que la vérité éclate au grand jour, il commence à raconter à qui veut l'entendre que Profumo ment. L'« establishment », de son côté, juge que Ward va trop loin, et dans le but de le faire taire, s'arrange pour le faire condamner pour proxénétisme. Son arrestation ne suffit pas cependant à stopper les rumeurs et, deux mois plus tard, Profumo passe aux aveux. Finalement, après que Christine Keeler et trois autres call-girls ont déclaré avoir reversé une partie de leurs gains à Ward, ce dernier passe en jugement pour avoir tiré des revenus de la prostitution. De toutes ses relations, que ce soit dans la noblesse, l'establishment ou au gouvernement, aucune ne prend sa défense. Blessé, Ward avale une dose de barbituriques juste avant que le jury rende son verdict. Il ne reprendra jamais connaissance ni n'entendra sa sentence : quatorze ans de prison ferme.